# Chiesa di Sant'Agostino (Amandola)
La chiesa di Sant'Agostino o anche detta santuario del Beato Antonio, è una delle costruzioni più significative di Amandola, nelle Marche.

## Storia e descrizione

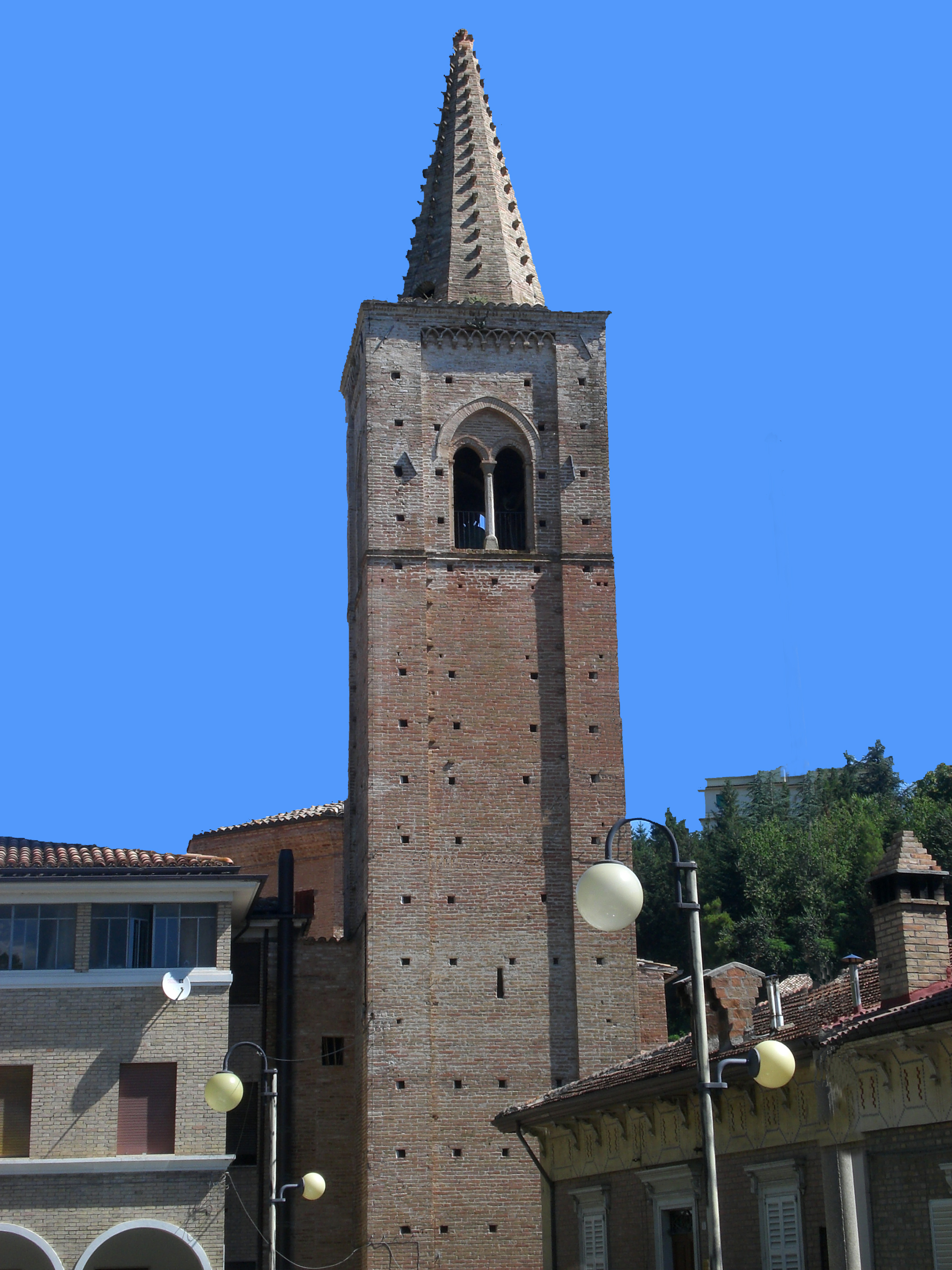
Il campanile di Pietro Lombardo.

L'edificio venne costruito a partire dal XIV secolo e già all'inizio del '400 venne ampliato dall'allora priore del convento Antonio Migliorati, poi beatificato nel 1759 da papa Clemente XIII. Dopo la morte del priore si provvide a continuare i lavori della chiesa. Nel 1464 Pietro Lombardo innalzo lo svettante campanile gotico cuspidato con bifore. Nel 1468 Marino di Marco Cedrino realizzò il portale goticizzante di ispirazione veneziana.
La chiesa venne rinnovata ed ampliata verso il 1759 e restaurata all'inizio del '900.
L'interno, a navata unica con volta a botte e cupola, presenta una decorazione tardobarocca. Vi si conservano quattro polittici del XV secolo, uno di Carlo e Vittore Crivelli, uno di Vittore Crivelli e due di Girolamo di Giovanni.

## Galleria d'immagini

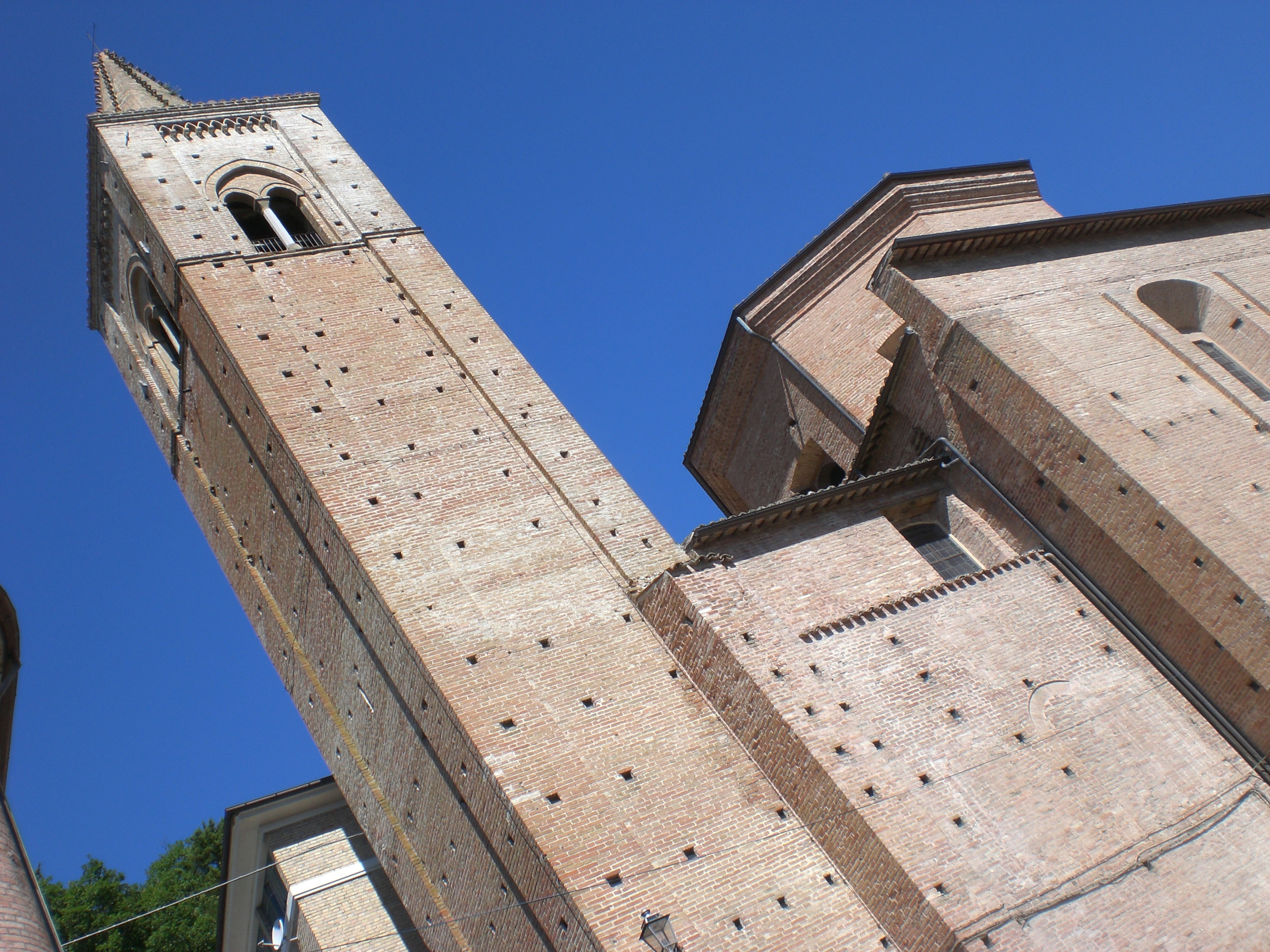
Veduta dell'esterno.
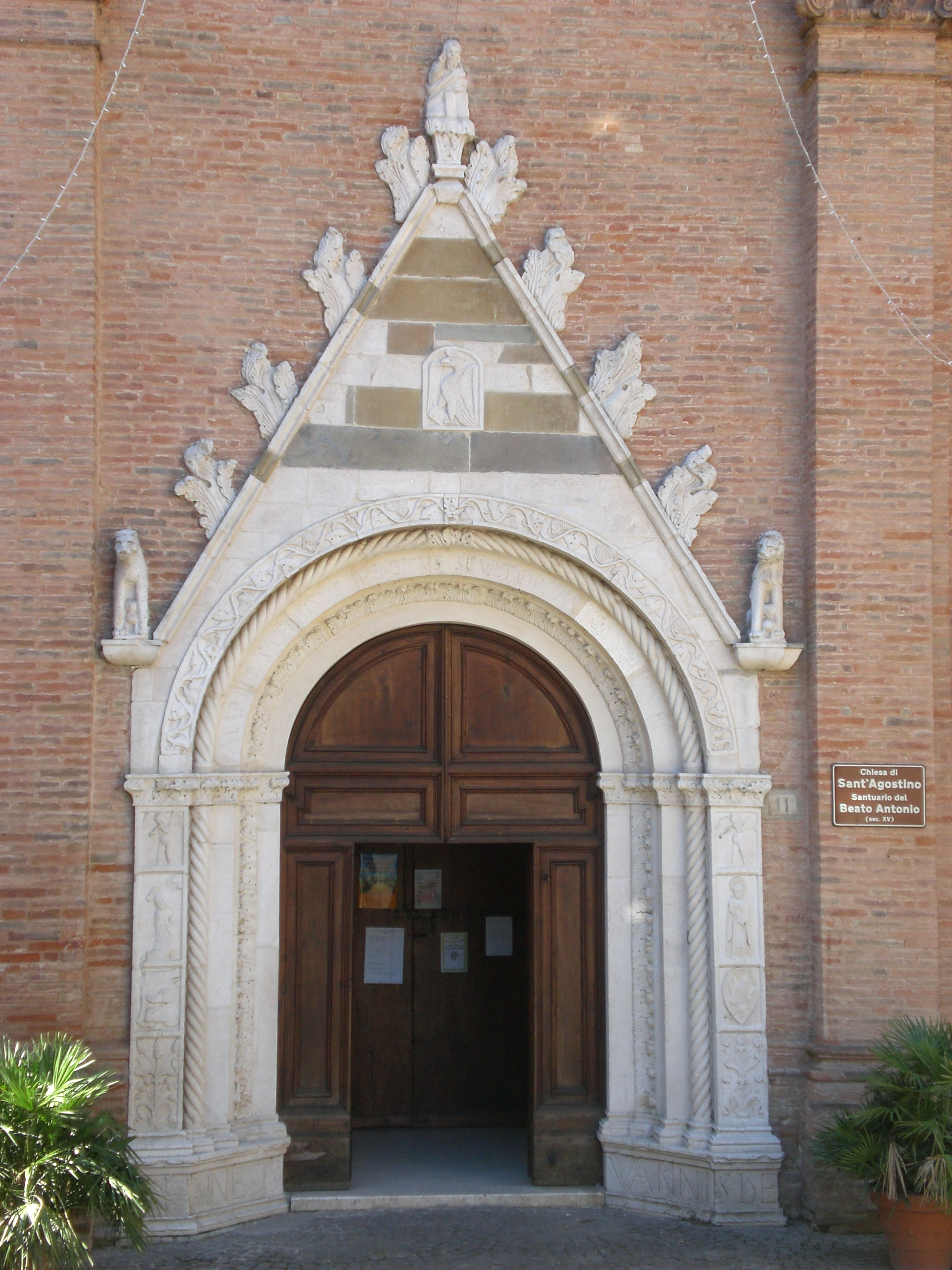
Il portale di Marino di Marco Cedrino.
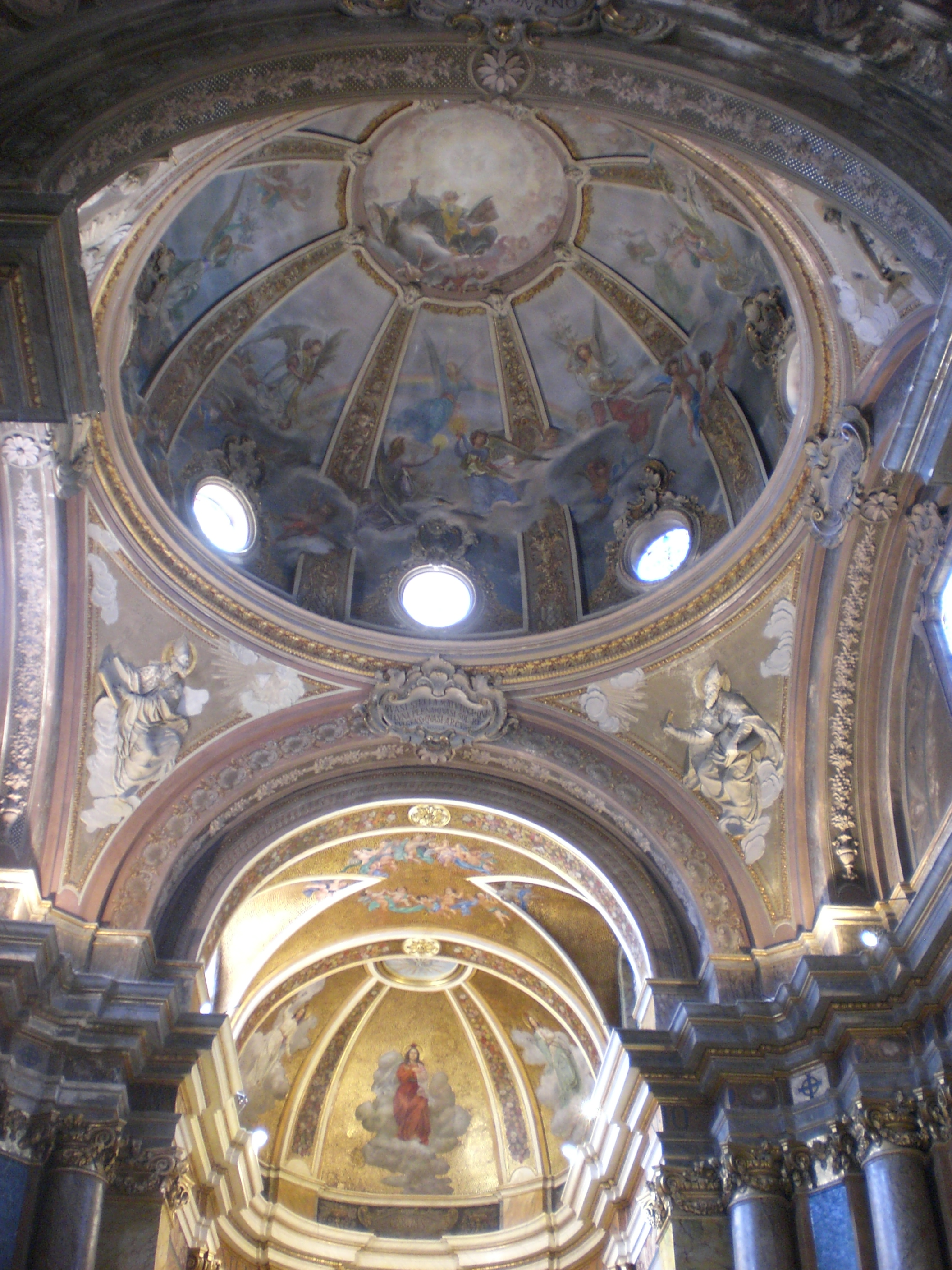
Veduta dell'interno.